# Liste de divinités égyptiennes par ordre alphabétique
Pour un article plus général, voir Divinités égyptiennes.
Liste des dieux et déesses égyptiens par ordre alphabétique (en italique, autre nom d'un dieu avec redirection vers le nom principal) :
- Haut – A
- B
- C
- D
- E
- F
- G
- H
- I
- J
- K
- L
- M
- N
- O
- P
- Q
- R
- S
- T
- U
- V
- W
- X
- Y
- Z

## A
Âbâset - Ach - Ageb - Aha - Aheqet - Aken - Aker - Akhet la prairie - Amam - Amaounet - Amemet - Amenhotep - Amenothes - Ament - Amentet - Am-Heh -  Ammit - Amon-Min - Ammon-Zeus - Ammout - Amon - Amonet - Amon-Rê - Amset - Anat - Andj - Andjéty - Andjty - Anhor - Anhour - Anouket - Anoukis - Anoupou - Anqet - Anty - Antywy - Anubis - Anupet - Anzti - Apedemak - Âperet-Isis - Apet - Api - Apis - Apophis -  Apopis - Âqen - Arensnouphis  - Arensnouphis-Dedoun - Arsaphes - Aset - Ash - Astarté - Aton - Atoum - 

## B
Baal - Baâl - Baalat - Baba - Babaï - Babi - Bakha - Ba-Pef - Banebdjedet - Baou Imenty - Baq - Bastet - Basty - Bat -  Bata - Behedetite - Bélier seigneur de Mendès - Benben - Benu -  Benwen - Bès - Boukhis

## C
Chai - Ched - Chentaït - Chentyt - Chepes - Chesmet - Chesmou - Chou

## D
Dedoun - Dedwen - Denwen - Djéhuti - Djen - Douaour - Douamoutef - Douat - Dounanoui - Doun-anouy - Dounâouy

## E
Edjo - Ermouthis - Esprits de l'Ouest

## F
Fetket

## G
Geb - Gengen Wer

## H
Ha - Hâpi - Hâpy - Harachte - Harakhtes - Harakhti - Harmakhis - Haroeris - Harpocrate - Harparê - Harsaphes - Harsiesis - Harsomtous - Harsontoum - Hathehyt - Hathor - Hatmehyt - Haurun - Ha-hotep - Heddet - Hededèt - Hedjour - Heh - Hehet - Hehou - Hemen - Henou - Heqa l'enfant - Heqat - Heqet - Heret-Kau - Hermanubis - Heryshef -  Heryyshaf - Hesat - Hetepes-Sekhous - Hity - Hor/Horus - Horakhty - Horemakhet - Hormerty - Hornoufi -  Horus - Horus aux deux yeux - Horsaïsis - Hor-khentakhtaï - Hotep - Hou - Houroun - Hyt

## I
Iâh - Iahès - Iat - Ibou-ouret - Igaï - Ihet - Ihi - Ihy - Ikhesef - Imenhy - Imentèt - Imhotep - Imouthes - Iouf - Iounmoutef - Iounyt - Iousaas - Ipy - Iry - Irta - Ir-renef-djesef - Irto - Isdès - Ishtar - Isis - Izi

## K
Kamoutef - Kébehsénouf - Kek - Keket - Kekou - Kekout - Kemour - Khefethernebes - Khensit - Khentamentiou - Khentekthai - Khentétkhas - Khenty - Khentykhety - Khepri - Kherty - Khérybaqef - Khnoum - Khonsou - Kolanthes

## M
Maa - Maanitef - Maât - Mafdet - Mahaef - Matit - Mandulis - Mehen - Mehenyt - Mehet-Weret - Mehyt - Mekhenti-En-Irty - Mekhenty-Irty - Menhit - Mennéfer - Menqèt - Mentit - Meret - Mertseger - Meryt - Merour - Meskhenet - Methyer - Methyour - Mihos - Min - Miysis - Mnévis - Monthou - Montou - Mout

## N
Naounet - Naunet - Nebethetepet - Nebetouou - Nebou - Nefertem - Nefertoum - Nehebkaou - Nehebu-Kaou - Nehet-kaou - Nehemetaouay - Neit -  Neith - Nekhbet - Nékhbet - Nekheb-Kaou - Nemty - Nephtys - Nepri - Noun - Nounet - Nout - Nya - Nyat

## O
Ogdoade d'Hermopolis - Onnophris - Onouris - Opet - Ophois - Osiris - Ouadjet - Ouadjit - Ouadjour - Ouneg - Ouaset - Oudjat - Oukh - Ounennéfer - Ounout - Ounshepsef - Oupaout - Oupesèt - Oupouaout - Oupouat - Oupouaout-Rê - Our - Ourèthékaou - Ouseret - Outo

## P
Pachet (Pakhet) - Panebtaouy - Peteese - Pihor - Ptah - Ptah-Sokar - Ptah-Sokar-Osiris - Peret

## Q
Qadesh - Qébéhout - Qebehsenouf - Qeboui - Qefedenou - Qerehèt

## R
Ra/Rê - Rattaoui - Râttaouy - Rê-Horakhty - Renenout - Renenoutet - Renoutet - Répit - Reshep - Résoudja - Rosetaou

## S
Samaty - Sarapis - Satis - Sbomeker - Sebhmet - Sebioumeker - Séchat - Sedjem - Sefegiru - Séfekhètâbouy - Sefkhet-Abwy - Seker - Sekhathor - Sekhmet -  Selket - Selkis - Selkit - Sématourèt - Senmenty - Sepa - Sépédèt - Sept Hathor - Sérapis - Serket - Serqet -  Seshat - Seth -  Shai - Shed - Shedit - Shentaït - Shepès - Shesmetet - Shesmou - Shetat - Shezmou - Shou - Sia - Singe-Qefdenou - Sobek - Sokar -  Sokaris - Somtous - Sopdou - Soped - Sopdet - Sôpdit - Sothis

## T
Taït - Taa - Tapsaïs - Taueret - Taouret - Tasenètnéferèt - Tasenetnofret - Taténen - Tatjenen - Taurt - Tawaret - Taweret - Tayet - Taÿt - Tefnet - Tefnout - Témèt - Tenenet - Thoéris - Thot - Thouéris - Tjaïsepef - Tjenenet - Toum - Toutou - Typhon

## U
Uræus

## W
Wadj Wer - Wadjet - Weneg

## Y
Yah - Yam